# Kościół Świętej Trójcy w Nowej Wsi Książęcej
Kościół Świętej Trójcy w Nowej Wsi Książęcej – rzymskokatolicki kościół parafialny należący do parafii pod tym samym wezwaniem (dekanat Bralin diecezji kaliskiej).
Jest to budowla murowana, posiadająca drewnianą wieżę od strony zachodniej o konstrukcji słupowo-ryglowej, wybudowana została w 1804 roku w stylu neobarokowym, składa się z jednonawowego korpusu i węższego prezbiterium zamkniętego pięciobocznie. Znajduje się w centrum wsi i jest otoczona cmentarzem przykościelnym.
W kościele znajduje się 10 obiektów tworzących spójny stylistycznie, zespół wyposażenia w stylu klasycystycznym. Należą do niego głównie dzieła snycerki i rzeźby z czasu budowy świątyni oraz barokowe dzieła sztuki użytkowej.
Świątynia znajduje się w zadowalającym stanie technicznym, jest użytkowana, nie posiada poważnych zagrożeń natury konstrukcyjnej.
Zachowane elementy wyposażenia znajdują się w stanie zadowalającym. W trakcie oględzin stwierdzono, że ołtarze i rzeźba figuralna zostały poddane w latach 80. XX wieku nieprofesjonalnej renowacji, czego efektem było pokrycie ich ponownymi, olejnymi malaturami i nieszlachetnymi złoceniami. Ponadto należałoby przywrócić obiektom ich pierwotną kolorystykę oraz poddać konserwacji dwa obrazy ołtarzowe.